# Klutina-Gletscher
Der Klutina-Gletscher ist ein Gletscher im US-Bundesstaat Alaska an der Nordflanke der Chugach Mountains.

## Geografie
Der 7,5 km lange Talgletscher hat sein Nährgebiet auf einer Höhe von 1600 m in den Chugach Mountains 28 km nordnordöstlich von Valdez. Der im Mittel 700 m breite Gletscher strömt in ostnordöstlicher Richtung. Unterhalb der Gletscherzunge befindet sich auf etwa 800 m Höhe ein 1,6 km langer Gletscherrandsee. Dieser wird über den Klutina River nach Norden hin entwässert.

## Gletscherentwicklung
Der Gletscher befindet sich im Rückzug. In den letzten Jahrzehnten bewegte sich das untere Gletscherende 800 m talaufwärts. Entsprechend wuchs der Gletscherrandsee.